# Hazaraspides
Les Hazaraspides, Fazlevîeh (ou Fadlûya, ou Fadluwayh) ou atabegs du Lorestan, ont régné sur le Grand Lorestan (Lur-i Buzurg) dans le massif du Zagros au sud-ouest de la Perse, principalement dans la partie de ce massif qui jouxte le Fars. Elle se maintient de 1148 à 1424 sous les Seldjoukides, Il-khanides, les Muzaffarides et les Timourides. Une autre dynastie règne sur le Petit Lorestan.

## Histoire
La tribu s’installe dans le nord du Lorestan vers 1106. Elle prétend venir de Syrie. Leur capitale est Izaj (Izeh). Le premier à se faire connaître est le fils d’Abu Tahir, Malek Hazarasp.
La dynastie est fondée par Abu Tahir (règne en 1148-1203) qui prétend descendre de Fadlûya (règne en 1062- 1069) le fondateur de la dynastie Shabânkâra ce qui lui donnerait des origines kurdes. Cette origine revendiquée donne un de ses noms à la dynastie : les Fazlevieh. Le successeur d'Abu Tahir, Malek Hazaraps, porte le titre de malek (roi) et s'appelle Hazaraps d'où le nom d’Hazaraspides. On donne aux membres de cette dynastie le titre d’atabeg alors que ce titre turc n’a pas de raison de leur être attribué.
Leur histoire est mal connue faute de chronique les concernant. Ils parviennent à se maintenir malgré des suzerains beaucoup plus puissants mais en sachant user de diplomatie

### Malek Hazarasp et ses fils
Malek Hazarasp participe à une campagne contre les Shabankara menée par le prince salghuride Muzaffar ed-Din Sonkur (1148-1161). En récompense Malek Hazarasp reçoit le titre de gouverneur de la province de Kohkiluyeh. Après, il étend son domaine à tout le Lorestan. Il prend le titre d’atabeg et se déclare indépendant (vers 1155). Malek Hazarasp va régner jusqu’en 1229 ou 1253. Il renforce la position de sa famille en contraignant Chouls à émigrer du Lorestan vers le Fars. Il guerroie avec les Salghurides avec succès. Le calife An-Nasir l’honore en lui confirmant (attribuant ?) le titre d’atabeg. Il soutient aussi le dernier chah du Khwarezm Jalâl al-Dîn Mankobirti dans ses combats contre les Mongols et lui donne sa fille en mariage. On ne sait pas de manière claire si le règne de Malek Hazarasp a été suivi par celui de ses deux fils aînés, Emad al-Dîn meurt en 1248 et Nurat al-Dîn en 1251. Le règne de son troisième fils né d’une princesse salghuride commence en 1257 ou 1258.
Takla accompagne l’il-khanide Hülegü dans sa marche vers Bagdad en 1258. Il déserte cause du meurtre du calife et retourne dans son pays. Il est tué sur ordre d’Hülegü en 1259. Son frère, Chams al-Dîn  Alp Arghun lui succède.
Alp Arghun a un règne relativement long pendant lequel il doit réparer les dommages causés par le passage des Mongols. Il passe l’essentiel de son temps dans le Lorestan. Son fils Yusuf Chah lui succède en 1274.

### Yusuf Chah
Yusuf Chah est reçu en audience par l’il-khanide Abaqa qui lui permet de retourner dans ses terres sans ennuis. Il est confirmé dans ses droits et reçoit en outre les provinces du Khuzestan et du Kohkiluyeh. Comme son père il s’applique à assurer le bien-être de son peuple. Il se montre loyal à l’égard des Il-khanides lors d’une incursion du khan djaghataï Baraq. En 1282, il vient en aide au nouvel il-khan Ahmad Teküder, mais après le meurtre d’Ahmad Teküder par son frère Arghoun il sait l’amadouer et peut rentrer sauf chez lui. Son fils Afrâsiyâb lui succède en 1288.

### Afrâsiyâb et son fils
Afrâsiyâb Ier, envoie son fils Nusrat al-Dîn Ahmad en otage à la cour de l’il-khan en gage d’allégeance. Après la mort de l’il-khan Arghoun (1291) et le meurtre du gouverneur d’Ispahan, il essaie d’étendre ses domaines jusqu’au Golfe Persique, d’abord avec le consentement des Mongols, puis malgré  leur ferme opposition. Les Mongols envoient à Chiraz une armée qui vainc celle d’Afrâsiyâb à près de Kachan. Afrâsiyâb  se réfugie dans une forteresse mais doit se rendre. L’il-khan Ghaykhatou lui pardonne et le restaure dans ses attributions. Il est tranquille jusqu’à l’accession au trône des il-kans de Ghazan Mahmud, celui-ci fait arrêter et exécuter Afrâsiyâb le 26 octobre 1296.
Les successeurs d’Afrâsiyâb vont retenir la leçon. Ils vont éviter de s’aventurer dans des campagnes militaires et plutôt de rechercher la paix à l’intérieur et à l’extérieur de leurs frontières. Nusrat al-Dîn Ahmad, le fils d’Afrâsiyâb qui lui succède, a passé beaucoup de temps à la cour mongole. Il consacre un tiers de son budget à l’entretien de l’armée, un tiers à sa famille et le reste à de bonnes œuvres religieuses : cela va inciter certains théologiens à lui dédicacer leurs œuvres. Il décède en 1300 ou 1333, son fils Rukn al-Dîn Yusuf Chah lui succède.

### Rukn al-Dîn Yusuf Chah et ses successeurs
Rukn al-Dîn Yusuf Chah a un règne paisible et meurt en 1340, Muzaffar al-Dîn Afrâsiyâb lui succède, On ne sait pas s’il est le  fils ou le frère de Rukn al-Dîn Yusuf Chah. Au cours de son règne l’empire il-khanide s’écroule avec la mort d’Abu Saïd en 1335. Son successeur désigné est son fils Nawar al-Ward est rendu aveugle par le muzaffaride Mubâriz ad-Dîn Muhammad en 1355. Après la mort de Muzaffar al-Dîn Afrâsiyâb, laisse la place à son fils Nawar al-Ward qui règne quelque temps. Chams al-Dîn Pashang, son cousin, neveu, voire oncle s’il est le fils de Rukn al-Dîn Yusuf Chah, lui succède dans l’année 1355. Les attaques venant des Muzaffarides se poursuivent. Chams al-Dîn Pashang perd la ville d’Izaj (Izeh), mais les querelles internes aux Muzaffarides permettent à Chams al-Dîn Pashang de reprendre l’avantage. À sa mort en 1378, Pir Ahmad, fils de Chams al-Dîn Pashang (ou celui de Nawar al-Ward ?) prend la succession contestée par son frère Malek Hûchang. Ce dernier meurt rapidement laissant le champ libre à Pir Ahmad. Les Muzaffarides chassent Pir Ahmad et le remplacent par un notable nommé Malek Uways. Pir Ahmad est rétabli avec l’intervention de Tamerlan, en 1393, il chasse les Muzaffarides de ses domaines. Néanmoins deux de ses frères sont contraints de se rendre à la cour de Tamerlan à Samarcande. Plus tard, Tamerlan divise le territoire de Pir Ahmad pour en attribuer une partie à son frère Afrâsiyâb III. De 1405 à 1408, Pir Ahmad est prisonnier de Pir Muhammad ibn Omar Cheikh petit-fils de Tamerlan et gouverneur de Chiraz. Pir Ahmad ne retrouve son royaume que pendant peu de temps car il est renversé par une révolte du peuple.
En 1408/1409, Abu Saïd, fils de Pir Ahmad, prend la succession de son père. Il règne jusqu’en 1417 et est remplacé par son fils Chah Husayn qui est assassiné en 1424 par Ghiyâth al-Dîn petit-fils  de Malek Hûchang. Ghiyâth al-Dîn dernier est éliminé par le fils de Tamerlan Shah Rukh qui met ainsi fin à la dynastie en 1424.

## La dynastie
| Dates du règne | Nom                          | Fils de                      |                                                           |
| -------------- | ---------------------------- | ---------------------------- | --------------------------------------------------------- |
| 1148-1203      | Abu Tahir                    | Muhammad (ou Ali ?)          | Fonde la dynastie.                                        |
| 1203-?         | Malek Hazarasp               | Abu Tahir                    | meurt en 1229 ou 1252.                                    |
| 1229-1248      | Emad al-Dîn                  | Hazarasp                     | Ne règnent que si la date du décès de leur père est 1229. |
| 1248-1251      | Nurat al-Dîn                 | Hazarasp                     | Ne règnent que si la date du décès de leur père est 1229. |
| ?-1259         | Takla                        | Hazarasp                     | Tué en 1259.                                              |
| 1259-1274      | Chams al-Dîn Alp Arghun      | Hazarasp                     |                                                           |
| 1274-1288      | Yusuf Chah Ier               | Alp Arghun                   |                                                           |
| 1288-1296      | Afrâsiyâb Ier                | Yusuf Chah                   |                                                           |
| 1296-1333      | Nusrat al-Dîn Ahmad          | Alp Arghun                   |                                                           |
| 1333-1339      | Yusuf Chah II                | Ahmad                        |                                                           |
| 1340-1355      | Muzaffar al-Dîn Afrâsiyâb II | Yusuf Chah II (ou Ahmad ?)   |                                                           |
| 1355           | Nawar al-Ward                | Afrâsiyâb II                 |                                                           |
| ?-1378         | Chams al-Dîn Pashang         | Yusuf Chah II ?              |                                                           |
| 1378-1408      | Pir Ahmad                    | Pashang ou Nawar al-Ward     | Contesté par son frère Hûchang en début de règne.         |
| 1408-1417      | Abu Saïd                     | Pir Ahmad                    |                                                           |
| 1417-1424      | Chah Husayn                  | Abu Saïd                     |                                                           |
| 1424           | Ghiyâth al-Dîn               | Kâwûs fils de Hûchang        |                                                           |
| 1424           | Conquête par les Timourides. | Conquête par les Timourides. | Conquête par les Timourides.                              |